# Дун Чжо
Дун Чжо (кит. трад. 董卓) (?? — 22 мая 192) — влиятельный китайский полководец эпохи заката империи Хань (206 до н.э. - 220).

## Биография
Дун Чжо родился в уезде Линьтао. Участвовал в подавлении восстания жёлтых повязок, где потерпел несколько поражений и был смещён с должности командующего, однако, подкупив придворных евнухов был назначен цы-ши округа Силян и получил в подчинение двухсоттысячное войско. После смерти императора Лин-ди в 189 году к власти приходит один из его сыновей, хуннунский ван Лю Бянь, поддерживаемый своим дядей — полководцем Хэ Цзинем. Вскоре Хэ Цзинь был убит придворными евнухами, его сподвижники взяли штурмом дворец и начали мстить. Тогда Дун Чжо вводит свои войска в Лоян.
В 190 году он смещает малолетнего императора Лю Бяня и возводит на трон его младшего брата, Чэнлюского вана Лю Се. Захватив власть, Дун Чжо держит в страхе чиновников, попирает древние традиции, его войска убивают и грабят мирных жителей. Цы-ши округа Цзинчжоу Дин Юань выступает с войсками против Дун Чжо. Хотя Дун Чжо потерпел поражение в первом бою, ему удалось переманить на свою сторону одного из военачальников Дин Юаня — Люй Бу, который убил Дин Юаня.
Действия Дун Чжо вызывали большое возмущение среди чиновников и знати. Сановник У Фоу предпринял покушение на Дун Чжо, но был схвачен и казнён. Позже Цао Цао пытался убить Дун Чжо, но попытка оказалась неудачной и Цао Цао пришлось бежать из столицы в Чэньлю. Оттуда он разослал послания с призывом к свержению Дун Чжо. Вскоре, при поддержке богатых помещиков и землевладельцев, была собрана армия, которую возглавил Юань Шао. Из-за взаимной подозрительности и нескоординированности действий войска Юань Шао потерпели несколько поражений. Однако в итоге Дун Чжо назначил новой столицей Чанъань и отступил туда, Лоян же был предварительно разграблен, а императорские дворцы сожжены.
После взятия прежней столицы ополчение под предводительством Юань Шао развалилось. В Чанъани Дун Чжо присвоил себе новый титул, казнил неугодных ему чиновников, жестоко убил сдавшихся ему воинов. Среди его приближённых, напуганных тиранией Дун Чжо, возник заговор во главе с сы-ту Ван Юнем. Ему удалось переманить на свою сторону генерала Люй Бу, пу-шэ-ши Сунь Жуя, придворного сы-ли Хуан Юаня. Под предлогом, что император решил отказаться от титула в пользу Дун Чжо, Ли Су выманил его из крепости Мэйу. Когда Дун Чжо оказался в руках заговорщиков, 22 мая 192 года в Чанъане он был ими убит.

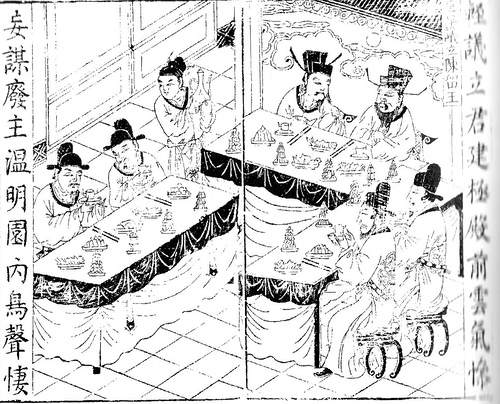
Иллюстрация периода династии Цин, изображающая встречу, где Дун Чжо объявил, что хочет сместить Хуннунского вана

Семья: брат Дун Минь, племянник Дун Хуань.

## Историческая роль
Уничтожение Лояна под предводительством Дун Чжо, среди прочих потерь, привело к гибели колоссального количества книг. Среди прочего, были сильно повреждены Каменные каноны эпохи Сипин при имперской академии.

## Современные отсылки
- Дун Чжо — один из играбельных персонажей серии игр Dynasty Warriors, Warriors Orochi и Total War: Three Kingdoms.
- Дун Чжо послужил прототипом персонажа аниме «Школьные войны» Тотаку.